# A頻道
《A頻道》（日語：Aチャンネル），是黑田bb以四格漫畫形式創作的日本漫畫的作品。於2008年10月28日首次在芳文社發行的四格漫畫雜誌《Manga Time Kirara Carat》上連載，至2020年10月27日發售的同誌2021年1月號完結。共出版11冊單行本。電視動畫由Studio五組製作並於2011年4月7日開始播放。

## 故事簡介
講述小倫、由宇子、小透、渚4個高中女生日常生活，主要以天然呆的小倫耍笨讓周遭的人吐槽作為劇情主軸。

## 角色
確實的人物譯名有待官方公佈。

### 主要人物
倫/百木倫（聲優：福原香織）
3月3日生。身高158cm。家族成員有父、母、兄2人。
高中二年級。有着及肩的金色頭髮，喜歡把瀏海往上梳，露出額頭。
在男孩子中很有人氣，經常和男生們聊天。
是個嚴重的天然呆又帶點無意黑，因此經常會被周圍的人吐槽。
很不擅長美術方面。曾有在桌上畫人偶被以為是詛咒人偶的經歷，但料理的刀工很好，可以刻畫出仿真兔子等細緻成果。
將瀏海放下後，形象差別很大。
手機鈴聲經常是食物在調理時的聲音。
去海邊就算不用塗抹防曬乳，也不會被曬傷。
美步覺得小倫給人一種很可愛的感覺。
跟小透吵架時，雖然看來像是沒事，但其實會變得更心不在焉，連小說都拿成上下顛倒在看。
透/一井透（聲優：悠木碧）
12月12日生。身高141cm。家族成員有父、母、貓。
高中一年級。有着及肩的黑髮。
很喜歡青梅竹馬的小倫，為了一同度過高中生活而進入了同一所學校。喜歡的程度已經到了很誇張的地步，
但倫完全不知道，只是把她當要好朋友看待。
跟小倫吵架時，會非常消沉而喝一堆飲料。
看到小倫和其他人（特別是男生）要好的時侯會充滿敵意。但這對佐藤老師似乎沒用。
比小倫等人要小一個年級，在自己班級裡的操行很好，被周圍的老師和同學信賴。
但對於被揮棒的男生倒是很可怕的存在（漫畫還會揮鐵棒追男生跑）。
非常喜歡吃甜食，連只剩空袋子的糖袋都能聞出來。
非常喜歡小孩子，會以拐彎抹角的方式發送糖果給小孩。
因為頭上翹起的頭髮很像海膽，而被佐藤老師稱作「小海膽」。因而意志消沉。頭髮有自然捲。
將體操服拉到短褲外，看起來就像連衣裙，以及擺動顯得過長的長袖。
覺得一直纏著她的豐很煩，但其實十分喜歡她。
對自己唱歌很沒自信，但是有小倫在便能鼓起勇氣。
商店街的人總是會送小透一堆東西。
在班上似乎有著不少粉絲，粉絲之間還有著三分鐘規則，被同輩之間評為「全能卻不驕傲，而且一直很冷靜帥氣」。
渚/天王寺渚（聲優：内山夕實）
9月26日生。身高158cm。家族成員有父、母、兄。
高中二年級。梳着棕色雙馬尾，近視戴眼鏡。罩杯是B。
擔任吐糟一職。喜歡冷靜的吐糟。同時也擅長模仿。涉及體重以及體型的話題會變得很情緒化。
對於寒冷天氣的抵抗力很弱。如果有積雪警告的話，除了眼睛以外的身體部分都會包起來。對炎熱的天氣抵抗力也非常不行，經常熱昏頭。
立志減肥，雖然討厭節食和減肥，最後一集終於成功。
跟小倫一樣，把眼鏡拿下後和頭髮放下來，形象差別也很大。但因父親說「女兒變漂亮」，甚至要買新相機拍全家福的誇張舉動而放棄了。
有一個哥哥，稱其為「兄長（兄貴）」而不是「哥哥（お兄ちゃん）」。只有家人時稱其為「哥哥（お兄ちゃん）」
為了減肥，唱歌時總是很賣力。
美步覺得渚給人一種頭腦很聰明的感覺。
由宇子/西由宇子（聲優：壽美菜子）
5月24日生。身高168cm。家族成員有父、母、妹。
高中二年級。有着及腰的黑色長髮。
關西人。三圍是88·56·87。是被人羡慕的體型。罩杯是E。
很怕恐怖的東西。若是被開玩笑說後面有幽靈，會嚇得跳起來。
因為很弱所以經常被小透和渚欺負。
將體操服拉到短褲外，看來就像沒穿內褲。
曾因為看到豐在一年級教室的陽台拍打板擦，誤以為是SOS信號，而趕去救火的丟人經驗。
睡不著覺時，會抱著一個巨大熊玩偶。
喜歡卡拉OK，下過的網絡歌曲大多都會唱。唱歌唱得非常棒。
美步認為由宇子像模特兒。
非常的不走運，常常會被處於熱血狀態的鬼頭老師逮住。
雖然說自己很討厭H漫畫，但是拿到手後，可是說著討厭但卻有把它看完的氣勢。

### 一年級學生
豐/今井丰（聲優：又吉愛）
小透的同班同學。很喜歡小透，總是過分的纏著小透。小透的粉絲。胸部很大。
平常總是瞇著眼睛，只有遇到事情時才會將眼睛睜開。
美步/野山美歩（聲優：齋藤桃子）
小透的同班同學。總是為了小透將煩人的豐支開。小透的粉絲。中學時的綽號是「遙控器」，原因是因為總是能控制住豐。

### 教師
鬼頭老師/鬼頭紀美子（聲優：茅原實里）
熱血美術教師，為小透那一班的班主任。很關心學生，愛好詩歌。
常跟佐藤老師吵架。總是穿著白大掛，也因為如此常跟佐藤老師吵起來。
跟佐藤老師一樣，品味似乎都有些問題（？）
在新學期的早晨，總是會很熱血的站在門口跟學生打招呼，並且要求學生要很有精神的打招呼。會讓學生感到很煩。
鎌手老師/鎌手多季（聲優：澤城美雪）
體育老師，為小倫那一班的班主任。非常隨性。連學生的名字都沒記住。其放任度讓學生覺得很棒。
很會使喚人，常常使喚鬼頭老師做事情，像是吃飯、發東西之類的。
佐藤老師/佐藤幸世（聲優：小野大輔）
新赴任的保健室老師。M屬性，身體非常不好，時常要吃藥。喜歡小倫的天然S屬性。
額頭控。非常喜歡小倫的額頭。也因為小倫的額頭，非常喜歡小倫。被小透討厭，但卻不在意小透眼光。
與鬼頭老師不合，會因為鬼頭老師穿白大掛之事爭吵，也會因為穿著花襯衫而被鬼頭老師嫌棄。
跟鬼頭老師一樣，品味似乎都有些問題（？）。
喜歡蠟燭，原因是因為蠟蠋就像是自己的生命一般，有一種親近感。曾把蠟燭送給小倫。
對於鎌手老師的「完全否定其存在的無視」，會感到很興奮。

### 其他
碳酸（聲優：田村睦心）
小透飼養的貓。
惠子（聲優：井口裕香）
由宇子妹妹。

## 出版書籍
单行本
| 卷數 | 芳文社         | 芳文社                 | 青文出版社     | 青文出版社             | 青文出版社 |
| 卷數 | 發售日期       | ISBN                   | 發售日期       | ISBN / EAN             |            |
| ---- | -------------- | ---------------------- | -------------- | ---------------------- | ---------- |
| 1    | 2009年12月26日 | ISBN 978-4-8322-7876-9 | 2012年5月10日  | ISBN 978-986-310-166-6 | [ 12 ]     |
| 2    | 2011年3月26日  | ISBN 978-4-8322-4007-0 | 2012年9月12日  | ISBN 978-986-310-307-3 | [ 13 ]     |
| 3    | 2012年3月27日  | ISBN 978-4-8322-4127-5 | 2013年6月12日  | ISBN 978-986-310-658-6 | [ 14 ]     |
| 4    | 2013年2月27日  | ISBN 978-4-8322-4265-4 | 2013年11月15日 | ISBN 978-986-310-802-3 | [ 15 ]     |
| 5    | 2014年2月27日  | ISBN 978-4-8322-4408-5 | 2015年4月8日   | EAN 471-8016-01254-7   | [ 16 ]     |
| 6    | 2015年3月27日  | ISBN 978-4-8322-4544-0 | 2016年6月8日   | EAN 471-8016-01870-9   | [ 17 ]     |
| 7    | 2016年3月26日  | ISBN 978-4-8322-4677-5 | 2016年10月21日 | EAN 471-8016-02029-0   | [ 18 ]     |
| 8    | 2017年3月27日  | ISBN 978-4-8322-4816-8 |                |                        |            |
| 9    | 2018年5月26日  | ISBN 978-4-8322-4948-6 |                |                        |            |
| 10   | 2019年10月25日 | ISBN 978-4-8322-7128-9 |                |                        |            |
| 11   | 2020年12月25日 | ISBN 978-4-8322-7236-1 |                |                        |            |

相關書籍
- A频道 选集

| 卷數 | 芳文社            | 芳文社                 |
| 卷數 | 發售日期          | ISBN                   |
| ---- | ----------------- | ---------------------- |
| 1    | 2011年6月27日[19] | ISBN 978-4-8322-4043-8 |
- A频道.zip 「A频道」Visual Fan Book

| 卷數 | 芳文社            | 芳文社                 |
| 卷數 | 發售日期          | ISBN                   |
| ---- | ----------------- | ---------------------- |
| 全   | 2011年7月27日[20] | ISBN 978-4-8322-4050-6 |
- A频道电视动画官方指南 -colorful days collection-

| 卷數 | 芳文社            | 芳文社                 |
| 卷數 | 發售日期          | ISBN                   |
| ---- | ----------------- | ---------------------- |
| 全   | 2011年8月27日[21] | ISBN 978-4-8322-4060-5 |

## 電視動畫
- 以『Aチャンネル A-CHANNEL THE ANIMATION』為標題播出（數位電視節目表則標示為A Channel），插入歌播出時在畫面下方有提供歌詞，下集預告數位電視亦有提供字幕。[22]
- TBS在播出第一集開頭時，出現「由以下的贊助商提供」的語音，由於與節目內的對話同一時間播出，在第二集起取消該語音。

### 製作人員
- 原作：黑田bb
- 監督：小野學
- 助監督：瀨藤健嗣
- 系列構成・脚本：浦畑達彥
- 角色設計・總作畫監督：佐佐木政勝
- 音樂：神前曉 MONACA
- 音響監督：鶴岡陽太
- 動畫製作：Studio五組
- 製作：A頻道委員会・每日放送

### 主題歌
主題曲
片頭曲「Morning Arch」
作詞 - こだまさおり / 作曲・編曲：神前曉 / 歌：河野万里奈
片尾曲（第1話 - 第11話）
作詞 - こだまさおり / 作曲・編曲 - 神前曉
歌 - 倫（福原香織）、透（悠木碧）、渚（内山夕實）、由宇子（壽美菜子）

### 劇中歌
（第1話）
作詞 - 古屋真 / 作曲 - クマロボ / 編曲 - yamazo
歌 - 倫（福原香織）、透（悠木碧）、渚（内山夕實）、由宇子（壽美菜子）
※同時為第12話片尾曲。
「Start」（第2話）
作詞 - 石川智絵、yamazo / 作曲・編曲 - yamazo
歌 - 倫（福原香織）、透（悠木碧）、渚（内山夕實）、由宇子（壽美菜子）
（第3話）
作詞・作曲 - hanawaya / 編曲 - 流歌
歌 - 透（悠木碧）
「Summer dream syndrome」（第4話）
作詞 - カワムラユキ / 作曲 - やしきん / 編曲 - 流歌、やしきん
歌 - 倫（福原香織）
「Mermaid Sisters」（第5話）
作詞 - 古屋真 / 作曲・編曲 - オオヤギヒロオ
歌 - 由宇子（壽美菜子）
（第6話）
作詞 - コツキミヤ / 作曲 - 堀江晶太、流歌 / 編曲 - 流歌
歌 - 渚（内山夕實）
「Summer breeze」（第7話）
作詞・作曲・編曲 - TSUKASA
歌 - 由宇子（壽美菜子）
（第7話）
作詞 - 古屋真 / 作曲 - TSUKASA / 編曲 - ACOMPANAR
歌 - 倫（福原香織）
（第7話）
作詞・作曲・編曲 - 磯崎健史
歌 - 渚（内山夕實）
（第7話）
作詞 - コツキミヤ / 作曲・編曲 - 流歌
歌 - 倫（福原香織）、透（悠木碧）
（第7話）
作詞・作曲・編曲 - ACOMPANAR
歌 - 佐藤先生（小野大輔）
（第8話）
作詞・作曲 - arata / 編曲 - yamazo
歌 - 小倫（福原香織）、透（悠木碧）
（第9話）
作詞 - RUCCA / 作曲・編曲 - 流歌
歌 - 倫（福原香織）、透（悠木碧）、渚（內山夕實）、由宇子（壽美菜子）
「Happy Snow」（第10話）
作詞 - yamazo、石川智絵 / 作曲・編曲 - yamazo
歌 - 倫（福原香織）、透（悠木碧）、渚（內山夕實）、由宇子（壽美菜子）
（第11話）
作詞・作曲 - hanawaya / 編曲 - yamazo
歌 - 透（悠木碧）
（第12話）
作詞 - コツキミヤ / 作曲・編曲 - 流歌
歌 - 渚（內山夕實）、由宇子（壽美菜子）

### 各集列表
| 話數       | 日文標題 | 中文標題                       | 腳本     | 分鏡     | 演出     | 作畫監督                          |
| ---------- | -------- | ------------------------------ | -------- | -------- | -------- | --------------------------------- |
| Channel 1  |          | 喜歡 An April day              | 浦畑達彦 | 小野學   | 小野學   | 佐佐木政勝                        |
| Channel 2  |          | 下雨天就來泡澡吧 As rain fell  | 浦畑達彦 | 瀨藤健嗣 | 瀨藤健嗣 | 藤崎賢二                          |
| Channel 3  |          | 同學 All good to go            | 浦畑達彦 | 稻井仁   | 北條史也 | 大田謙治                          |
| Channel 4  |          | 公斤 Attention to your weight  | 浦畑達彦 | 渡邊哲哉 | 石黑恭平 | 海堂浩幸 杉藤早百合               |
| Channel 5  |          | 海 An ocean far away           | 浦畑達彦 | 小野学   | 瀨藤健嗣 | 沈宏                              |
| Channel 6  |          | 盛夏的夜晚… A school in summer | 浦畑達彦 | 追崎史敏 | 高橋正典 | 小池智史                          |
| Channel 7  |          | 夏日祭 August's end            | 浦畑達彦 | 佐藤雄助 | 北條史也 | 片岡英之                          |
| Channel 8  |          | 新學期 Abnormal circumstance   | 浦畑達彦 | 渡邊哲哉 | 駒井一也 | 杉藤早百合                        |
| Channel 9  |          | 禮物 Abstract art              | 浦畑達彦 | 稻井仁   | 羽生尚靖 | 大館康二                          |
| Channel 10 |          | 碳酸 Act up                    | 浦畑達彦 | 小島正幸 | 池畠博史 | 水上ろんど 酒井孝裕 横松雄馬      |
| Channel 11 |          | 生日 Allow me                  | 浦畑達彦 | 瀨藤健嗣 | 瀨藤健嗣 | 沈宏、片岡英之 杉藤早百合、興石曉 |
| Channel 12 |          | 宇宙人 Anytime                 | 浦畑達彦 | 小野學   | 菊池勝也 | 佐佐木政勝                        |

### Blu-ray Disc/DVD
全部由Aniplex發售。
| 卷數        | 收錄内容                                  | 發售日         | 規格編號                                                                  |
| ----------- | ----------------------------------------- | -------------- | ------------------------------------------------------------------------- |
| A Channel 1 | Channel 1「喜歡」 Channel 2「在雨天洗澡」 | 2011年5月25日  | 限定版（BD）：ANZX-9871 限定版（DVD）：ANZB-9871 通常版（DVD）：ANSB-9871 |
| A Channel 2 | Channel 3「同學」 Channel 4「公斤」       | 2011年6月22日  | 限定版（BD）：ANZX-9873 限定版（DVD）：ANZB-9873 通常版（DVD）：ANSB-9873 |
| A Channel 3 | Channel 5「海」 Channel 6「盛夏的晚上…」  | 2011年7月27日  | 限定版（BD）：ANZX-9875 限定版（DVD）：ANZB-9875 通常版（DVD）：ANSB-9875 |
| A Channel 4 | Channel 7「夏祭」 Channel 8「新学期」     | 2011年8月24日  | 限定版（BD）：ANZX-9877 限定版（DVD）：ANZB-9877 通常版（DVD）：ANSB-9877 |
| A Channel 5 | Channel 9「禮物」 Channel 10「碳酸」      | 2011年9月21日  | 限定版（BD）：ANZX-9879 限定版（DVD）：ANZB-9879 通常版（DVD）：ANSB-9879 |
| A Channel 6 | Channel 11「生日」 Channel 12「宇宙人」   | 2011年10月26日 | 限定版（BD）：ANZX-9881 限定版（DVD）：ANZB-9881 通常版（DVD）：ANSB-9881 |

### 播放電視台
日本深夜動畫：下文記載的日本国内播放時間使用日本標準時間（UTC+9）表示。因為部分時間标识會採用30小时制，因此請留意这类超过24:00的时间，其實際播放時間為翌日清晨。
主要在JNN下的電視台播出。
| 放送地域   | 放送局              | 放送期間                | 放送日時                   | 備考                      |
| ---------- | ------------------- | ----------------------- | -------------------------- | ------------------------- |
| 近畿廣域圈 | 每日放送（MBS）     | 2011年4月7日 - 6月23日  | 星期四 25時40分 - 26時10分 | 製作局 數位電視有提供字幕 |
| 關東廣域圈 | TBS電視台           | 2011年4月8日 - 6月24日  | 星期五 25時55分 - 26時25分 | 數位電視有提供字幕        |
| 中京廣域圈 | 中部日本放送（CBC） | 2011年4月13日 -         | 星期三 26時00分 - 26時30分 | あにせん時段              |
| 日本全域   | Animax              | 2011年4月18日 - 7月11日 | 星期一 22時00分 - 22時30分 | LEVEL22時段 有重播        |
| 日本全域   | NICONICO動畫        | 2011年4月19日 - 7月4日  | 星期二 1時30分 更新        | 網路收看                  |
| 日本全域   | ShowTime            | 2011年4月20日 - 7月5日  | 星期三 更新                | 網路收看                  |

## OVA

### 单独发售版
标题为A Channel +smile，2012年3月21日發售。工作人員與電視相同。

#### 主題曲（OVA）
主題曲「バルーンシアター」
作詞 - こだまさおり / 作・編曲 - 神前晓 / 歌 - 河野萬里奈
片尾曲「スマイル方程式」
作詞 - こだまさおり / 作・編曲 - 石濱翔（MONOCA）
歌 - るん（福原香織）、トオル（悠木碧）、ナギ（内山夕實）、ユー子（寿美菜子）

#### 劇中歌（OVA）
（第1話）
作詞・作曲 - hanawaya / 編曲 - 流歌
歌 - トオル（悠木碧）、ユタカ（又吉愛）、ミホ（齋藤桃子）
（第2話）
作詞 - 古屋真 / 作曲 - クマロボ / 編曲 - クマロボ、ACOMPANAR
歌 - るん（福原香織）、トオル（悠木碧）、ナギ（内山夕實）、ユー子（寿美菜子）
（第3話）
作詞 - 古屋真 / 作曲 - yamazo / 編曲 - yamazo
歌 - るん（福原香織）、トオル（悠木碧）、ナギ（内山夕實）、ユー子（寿美菜子）

#### 各話列表（OVA）
| 話数            | 副標題                 | 腳本     | 分鏡     | 演出     | 作畫監督          | 總作畫監督 |
| --------------- | ---------------------- | -------- | -------- | -------- | ----------------- | ---------- |
| Smile Channel 1 | An accident            | 浦畑達彥 | 瀨藤健嗣 | 瀨藤健嗣 | 沈宏 海堂浩幸     | 佐佐木政勝 |
| Smile Channel 2 | A Happy new year       | 浦畑達彥 | 小野学   | 北條史也 | 酒井孝裕 横松雄馬 | 佐佐木政勝 |
| Smile Channel 3 | Alexandrite in the pot | 浦畑達彥 | 瀨藤健嗣 | 瀨藤健嗣 | 佐佐木政勝        | 佐佐木政勝 |

### Blu-ray Disc BOX
动画的Blu-ray Disc BOX于2017年9月27日发售，收录电视动画、单独发售版OVA、BD/DVD动画短片，以及1话新制作的OVA，标题为《吃火锅吧》。